# Duhla Peak
Der Duhla Peak (englisch; bulgarisch връх Духла wrach Duchla) ist ein felsiger und 900 m hoher Berg an der Oskar-II.-Küste des Grahamlands auf der Antarktischen Halbinsel. Er ragt 1,82 km südsüdöstlich des Marchaevo Peak, 13,8 km westlich des Mount Quandary und 10,4 km nordöstlich des Dugerjav Peak im Zagreus Ridge auf. Der Hektoria-Gletscher liegt nordöstlich, Nebengletscher des Paspal-Gletschers liegen westlich und südöstlich von ihm.
Britische Wissenschaftler kartierten ihn 1978. Die bulgarische Kommission für Antarktische Geographische Namen benannte ihn 2013 der Ortschaft Duchla im Westen Bulgariens.